# Rio Caliuha
O Rio Caliuha é um rio da Romênia, afluente do Rio Remezeu, localizado no distrito de Suceava.